# Tînivka, Jașkiv
Tînivka (în ucraineană Тинівка) este o comună în raionul Jașkiv, regiunea Cerkasî, Ucraina, formată numai din satul de reședință.

## Demografie
Componența lingvistică a comunei Tînivka
     Ucraineană (99,02%)
     Alte limbi (0,72%)
Conform recensământului din 2001, majoritatea populației comunei Tînivka era vorbitoare de ucraineană (99,02%), existând în minoritate și vorbitori de alte limbi.